# Dialetto di Utrecht
Il  dialetto di Utrecht (in olandese Utrechts-Alblasserwaards) è una variante del dialetto olandese parlato nei Paesi Bassi ed in particolare nella provincia di Utrecht, nell'estremità sud-orientale della provincia dell'Olanda Meridionale e in una piccola parte della Gheldria.